# 博布里克 (哈佳奇區)
50°25′0″N 34°14′42″E / 50.41667°N 34.24500°E
博布里克（烏克蘭語：Бобрик），是烏克蘭中部的村莊，隸屬波爾塔瓦州的米爾霍羅德區。該村處於普肖爾河畔，距離韋普里克4.5公里，始建於1790年，面積4.299平方公里，海拔高度113米，2001年人口791。2022年，當地被俄罗斯军队短暫佔領。